# Uduba dahli
Espèce
Synonymes
- Marussenca madagascariensis Dahl, 1901 nec Vinson, 1863

Uduba dahli est une espèce d'araignées aranéomorphes de la famille des Udubidae.

## Distribution
Cette espèce est endémique de la région d'Atsimo-Andrefana à Madagascar,. Elle se rencontre, probablement, vers Andranohinaly.

## Description
La femelle syntype mesure 25 mm.
Le mâle décrit par Griswold, Ubick, Ledford et Polotow en 2022 mesure 18,00 mm et la femelle 21,43 mm.

## Systématique et taxinomie
Cette espèce a été décrite sous le nom Marussenca madagascariensis par Dahl en 1901. Elle est placée dans le genre Uduba par Simon en 1903. Ce nom étant préoccupé par Uduba madagascariensis (Vinson, 1863), il est remplacé par Uduba dahli par Simon en 1903.
Uduba funerea, placée en synonymie par Lehtinen en 1967, a été relevée de synonymie par Griswold, Ubick, Ledford et Polotow en 2022.

## Étymologie
Cette espèce est nommée en l'honneur de Friedrich Dahl.

## Publications originales
- Simon, 1903 : Histoire naturelle des araignées. Paris, vol. 2, p. 669-1080 (texte intégral).
- Dahl, 1901 : « Nachtrag zur Uebersicht der Zoropsiden. » Sitzungsberichte der Gesellschaft Naturforschender Freunde zu Berlin, vol. 1901, p. 244-255 (texte intégral).